# 李品三
李品三，字麗生，號昆田，四川江津（今屬重慶市）人。清朝翰林。

## 生平
道光二十四年（1844年）甲辰恩科舉人，道光二十七年（1847年）考中丁未科二甲第三十五名進士。選庶吉士，散館授翰林院編修。余事不詳。